# هبر جعلو
هبر جعلو هي عشيرة صومالية عُرفت تاريخيا باسم Habr Toljaala ((بالصومالية: Habar Jeclo)‏، (بالإنجليزية Habr Je’lo)، وتُعد عشيرة (موسى بن الشيخ إسحاق بن أحمد) هي عشيرة رئيسية من أوسع عشائر قبيلة إسحاق الصومالة. يشكل أعضاؤها جزءاً من اتحاد هبر هابوشيد Habr Habusheed الأكبر مع عشائر إبران وسانبور وتول جيلو.
لعبت عشيرة هبر جعلو دوراً بارزاً في تجارة الماشية واللبان خلال فترة ما قبل الاستعمار. وشاركت أيضاً في جبهة منظمة رئيسية لمعارضة الاحتلال البريطاني في أواخر القرن التاسع عشر وأوائل القرن العشرين تحت قيادة حاجي سودي وغيره من القادة اللاحقين المناهضين للاحتلال والذين ينحدرون من نفس العشيرة. تنقسم عشيرة هبر جعلو إلى ثلاث عشائر فرعية أخرى هي: عشيرة محمد أبوكور، وعشيرة موسى أبوكور، وعشيرة عمر. تاريخيا، كانت عشيرة محمد أبوكور بشكل رئيسي من "الرعاة الرحل"، في حين حصلت عشيرة موسى أبوكور وعشيرة عمر على الكثير من ثرواتهما من خلال تجارة اللبان المزروع في المناطق الداخلية الجبلية المتاخمة للساحل.

## التوزيع

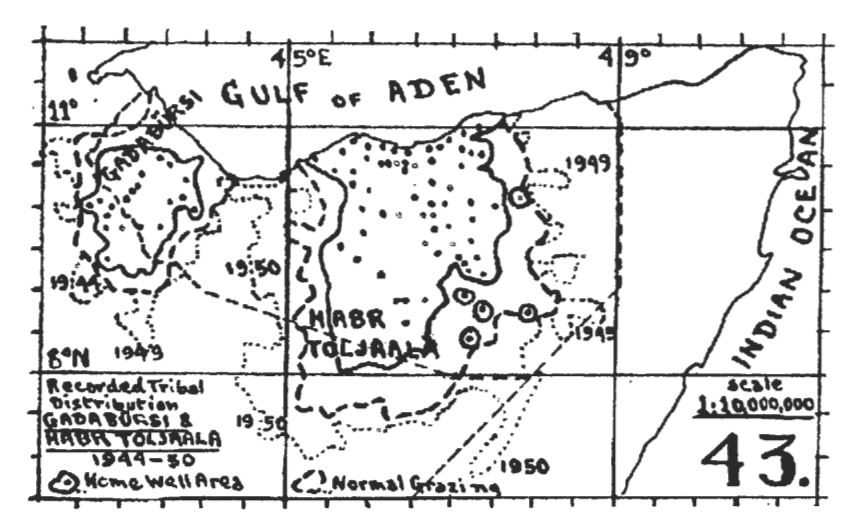
خريطة أرض الصومال عرض توزيع قبيلة هبر جعلو في وسط وشرق أرض الصومال

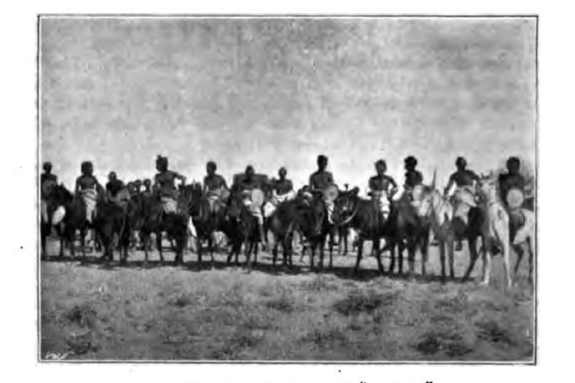
فرسان عشيرة هبر جعلو، صورة ترجع إلى عام 1898م.

سكنت عشيرة هبر جعلو في مناطق توغدير الشرقية وفي الساحل الشرقي وفي سناج الغربية وفي صول الغربية المناطق في صوماليلاند. كما تسكن العشيرة أيضا في المنطقة الصومالية في أثيوبيا وخاصة في منطقة ديجيبور. إضافة إلى أن لديهم مستوطنة كبيرة في كينيا تُعرف بأنها جزء مكون من مجتمع الإسحاقيينIsahakia.

## التاريخ

### العصور القديمة
تقع مدينة موسيلوم Mosyllum القديمة على ساحل الأراضي التي تسكنها عشيرة هبر جعلو، وقد وصفت بأنها أكبر وأهم ميناء على البحر الإريتري، واشتُهرت بتصدير القرفة واللبان والمر.و يذكر رالف دريك بروكمان Ralph E. Drake-Brockman في كتابه عام 1912م المسمى: صوماليلاند البريطانية النص التالي:
 
تقع مدينة موسيلوم على ساحل «هابي تيلجالا»، في قلب المنطقة التي يُصدّر منها أفضل أنواع اللبان، حتى اليوم. ومما لا شك فيه أنه منذ زمن القدماء فقد كان على كل المر الذي يأتي من الداخل البعيد - أو ما هو الآن بلد دولباهانتا Dulbahanta - أن يمر عبر هذه المنطقة.
ويُعد ميناء هييس أحد المدن الأخرى التي تسكنها عشيرة هبر جعلو، ويقال أنها متطابقة مع المركز التجاري القديم لـ موندوس ((بالإغريقية: Μούνδος)‏) حيث جاء وصفها في كتاب Periplus of the Erythraean sea، وهو كتاب يعود إلى أحد البحارة الكسندريين في الفترة اليونانية في القرن الأول الميلادي، حيث يقول:
«بعد الإبحار لمدة يومين، أو ثلاثة، وراء مالاو، نجد سوق مدينة موندوس، حيث ترسو السفن بأمان أكبر خلف جزيرة بارزة بالقرب من الشاطئ. يجري استيراد الأشياء المذكورة سابقًا إلى هذا المكان، ومن ثم يجري تصدير البضائع التي سبق ذكرها، والبخور المسمى موكروتو mocrotu. والتجار الذين يعيشون هنا هم أكثر إثارة للجدل». الفصل التاسع.
يوجد مجموعة كبيرة من الرجوم من أنواع مختلفة بالقرب من المدينة. وقد أسفرت الحفريات هناك عن كشف أوانٍ من الفخار وأوانٍ زجاجية تعود إلى عصرالإمبراطورية الرومانية ما بين القرنين الأول والخامس. ومن بين هذه القطع الأثرية ذات الجودة العالية توجد قطع من زجاج ميليفيوري يعود تاريخه إلى ما بين 0-40 بعد الميلاد، ويتميز بأقراص حمراء متراكبة من الزهور على خلفية خضراء. بالإضافة إلى ذلك، فقد جرى اكتشاف جزء قديم من وعاء القدمين sherd في المنطقة المحيطة، ويعتقد أنه قد صُنع في أسوان في الفترة ما بين (300-500 م) أو في النوبة السفلى (500-600 م)، مما يشير إلى علاقات تجارية مبكرة مع الممالك في وادي النيل. كما عُثر على صروح قديمة في هييس Heis.

#### أراويللو
وفقا للتراث الشعبي الصومالي التقليدي، فإن أراويللو Arawelo، هي أسطورة الملكة الصومالية التي يُقال أنها أنشأت مجتمعا أموميا، وكان مقرها في الأراضي التي يسكنها عشيرة هبر جعلو، على وجه التحديد مكان يسمى موريهي Murihi في منطقة سناج. كان رالف دريك بروكمان من أوائل الباحثين الغربيين الذين نشروا رواية عن أراويللو، في كتابه عام 1912 صوماليلاند البريطانية، حيث يقول:
وتقول القصة أنه منذ آلاف السنين عاش هناك في ما هو الآن المناطق التي تعيش فيها قبيلة هبر تولجالا، ملكة صومالية كبيرة تسمى أراويللو Arawailo، وكان شعبها يخشاها كثيرا بسبب كونها غريبة الأطوار. عاشت أراويللو في مكان يسمى موريهي Murihi، وتحكي تلك القصة أنها هناك كومة ضخمة من الحجارة، يُقال إنها مدفونة تحتها، تمثل الآن عاصمة مملكتها القديمة. وقرب نهاية حياتها بدأت الملكة أراويللو بإظهار اهتمام ملحوظ نحو النساء وعداء كبير تجاه رعاياها الذكور.

### أوائل العصر الحديث

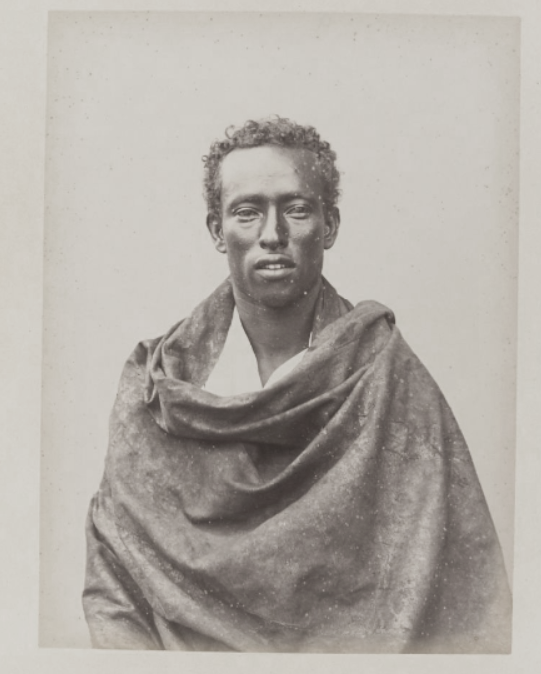
دوالة عبدي من عشيرة موسى أبوكور وهي عشيرة فرعية من هبر جعلو، صورت في عام 1890 م

كانت عشيرة هبر جعلو تقوم بالتجارة في كميات كبيرة من اللبان من الأشجار الموجودة في الجنوب في الجبال بالقرب من ميناء مدينة هييس. كانت هذه التجارة مربحة للغاية، ومع زيادة تداول العلكة والجلود بكميات كبيرة، فقد تسابق التجار من البلاد العربية والهندية لزيارة هذه الموانئ في وقت مبكر من الموسم للحصول على هذه السلع بأسعار أرخص مما كانت عليه في منطقة بربرة أو زيلع قبل مواصلة السفر غربا على طول الساحل الصومالي. تظهر الإحصاءات المسجلة خلال فترة الاحتلال البريطاني (صوماليلاند البريطانية) أن هييس كانت رائدة إلى جانب ميط في الشرق، وكانت مصدرًا لمئات الآلاف من الجلود، وبأنها المصدر الرئيسي للجلود المدبوغة مع تلك الجلود المجلوبة من بربرة من قِبل تجار عشيرة هبر جعلو. قامت هييس أيضًا بتصدير كمية كبيرة من جلود الأغنام إلى عدن فضلا عن استيراد كمية كبيرة من البضائع من كل من الساحل العربي والموانئ الصومالية الغربية، لتصل إلى ما يقرب من 2 مليون روبية بحلول عام 1903 م.
قام المستكشف الإنجليزي جون هانينغ سبيك، الذي قام برحلة استكشافية إلى المنطقة في محاولة للوصول إلى وادي نوغال، بوصف ميناء المدينة، حيث قال:
 
دون الهبوط إلى الأرض، سافر الملازم سبيك على طول الطريق إلى بندر هايس، حيث ذهب إلى الشاطئ. هييس هي ميناء يخص عشيرة موسى أبو بكر. يحتوي على «حصن»، من طابق واحد، مسطح الأسقف، من الحجر والطين، يبلغ حوالي 20 قدمًا مربعًا، واحدة من تلك المباني التي لا تحتوي على فن والتي لا يمكن أن يعلق أحد أهمية عليها سوى الصوماليين. لا يوجد بنادق ولا مدفع بين رجال هييس. تتكون «البلدة» من نصف دستة من أكواخ من الطين، معظمها هياكل عظمية. وأرض رسو السفن ضحلة، لكنها محمية جزئياً بحافز من التل، والبحر مليء بالأسماك. تم تثبيت أربع عربات صغيرة (حرفة محلية) هنا، في انتظار شحنة من الأغنام والزبدة المصفاة، وهي المنتج الأساسي للمكان. تُصدِّر هييس إلى عدن والمخا وأجزاء أخرى من شبه الجزيرة العربية. كما تقوم بتصنيع الحصائر بأوراق نخيل الدوم وأشجار أخرى. استقبل رئيس المكان الصغير الملازم سبيك، وذبح شاتين للمسافر.

### عصر ما قبل الاحتلال
تمتد مستوطنات هبر جعلو الساحلية والموانئ من قرب منطقة زيارة في الغرب إلى هييس (Xiis) في الشرق، وهي على علاقة تجارية مهمة مع الداخل الصومالي. لم تكن تلك المستوطنات مهمة مثل موانئ أكثر رسوخا مثل بربرة، وزيلع وبولهار (على التوالي)، وكان ميناء هبر جعلو الأساسي هو كوروم (كارين) الذي كانت سوقا رئيسية للماشية واللبان المشتراة من الداخل، وكان ذلك الميناء هو المفضل لتجار الماشية بسبب قربه من عدن. عمل تجار العشيرة كوسطاء لقبيلة البهانتة Dhulbahante التي كانت ترعى الماشية في المناطق الداخلية من خلال شراء و/أو مقايضة السلع للتصدير إلى سوق عدن:
 آخر فرع من القبائل الغربية هو هبر الجحلة، الذين يمتلكون الموانئ البحرية من الصيرة إلى قرية روكودا المدمرة، وحتى بلدة هييس. من هذه المدن مدينة كوروم التي تُعد الأهم لأنها تمتلك ميناءً مقبولاً، إضافة لكونها أقرب نقطة إلى عدن، ولأن المسار الذي يصل منها إلى عدن هو اتجاه «شمال غرب»، وبالتالي تكون الرياح معتدلة، وتسير المراكب محملة بالأغنام إلى عدن. تستغرق الرحلة ليلة واحدة في البحر، في حين أن الرحلة من بربرة تستغرق ثلاثة ليالي. ومما يعزز قيمة كوروم بشكل كبير هو قربها من بلد البهانتة Dulbahanta، التي تقع على مسيرة أربعة أيام من كوروم، وبالتالي بطبيعة الحال فإن تجارتهم الرئيسية تمر عبر هذا الميناء

#### سلطنة الإسحاق
كانت عشيرة هبر جعلو جزءا من سلطنة الإسحاق التي تأسست من قِبل فرع رير جوليد Rer Guled من إيداغال بعد أن هزم الإسحاقيون عشيرة أبسام Absame في منطقة أوغادين في لافاروج Lafaruug في القرن السابع عشر. مع مرور الوقت انفصل كل من عشيرة هبر يونس وبعد ذلك عشيرة هبر أوال وهبر جعلو عن سلطنة الإسحاق وشكلت هبر جعلو سلطنتها الخاصة.

### الحركات المناهضة للاحتلال

#### حركة الدراويش

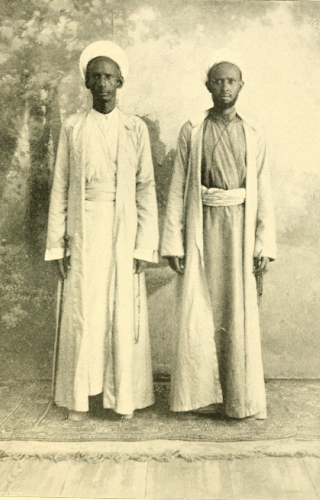
حاجي سودي على اليسار مع قريبه دوالي إدريس. عدن، 1892 م.

كانت عشيرة هبرب جعلو واحدة من العشائر الأولى في محمية صوماليلاند التي قامت بالثورة ضد الحكومة الاستعمارية بين أواخر القرن التاسع عشر وأوائل القرن العشرين. وكان من بين القياديين البارزين المناهضين للاحتلال خلال فترة الدراويش كل من ديريا أرالي، وديريا جوري Deria Gure، وعبد الله شهيري، وإبراهيم بوغول وحاجي سودي. وينسب لهذا الأخير الفضل في جلب حركة الدراويش إلى شبه الجزيرة الصومالية، فضلا عن كونه واحدًا من المؤسسين الأصليين لحركة الدراويش الصومالية. وعلاوة على ذلك، كان لعشيرة هبر جعلو دورا مؤثرا بعد زوال حركة الدراويش في عام 1920 م، وكان الشيخ بشير يوسف وفرح عمر من الشخصيات المهمة المناهضة للاحتلال.

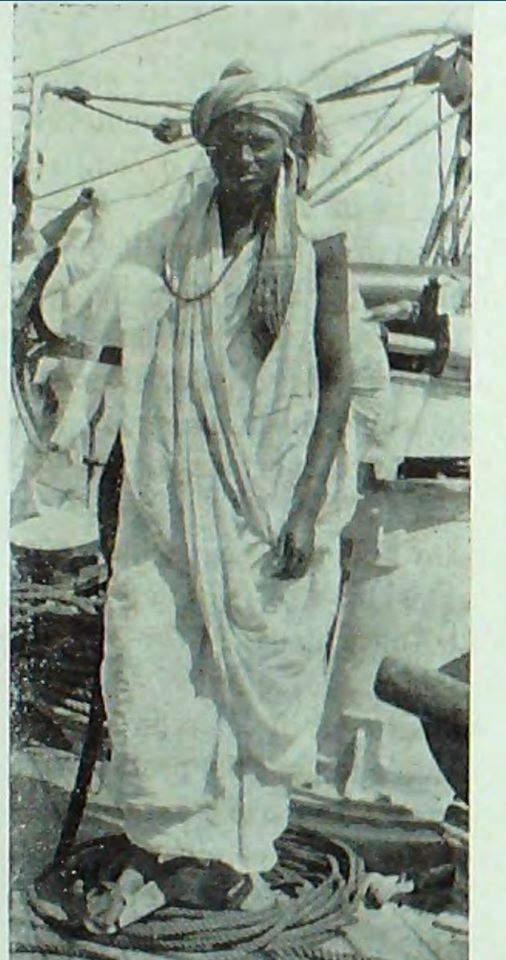
عبد الله شهيري، 1909

نشأت حركة الدراويش لأول مرة في بوراو Burao في عام 1899 م، حيث تجمع قادة الدراويش وأتباعهم من العشائر في صيف ذلك العام. أعلن حاجي سودي، الذي كان قائد عشيرته، الحرب على البريطانيين لكي يتوقفوا عن التدخل في شؤونهم الدينية والداخلية. ثم شرع الدراويش في إرسال هذه الرسالة إلى الكابتن كورديوكس وجيمس هايز سادلر:
هذا لإبلاغكم أنك قد فعلت كل ما تريده، وقد ظلمت ديننا دون أي سبب. وعلاوة على ذلك، نبلغكم أن ما ينقله الناس إليك إنما هو كذب وافتراء. وعلاوة على ذلك، نبلغكم أن محمد، مبعوثك الخاص، جاء ليطلب منا الأسلحة ونحن لذلك، نرسل لك هذه الرسالة. الآن اختر لنفسك؛ إذا كنت تريد الحرب فنحن نقبل بذلك، وإذا كنت تريد السلام فقم بدفع الغرامة. 1 سبتمبر 1899 م.
وفقا لمكتب الحرب البريطاني، كانت العشائر الفرعية من هبر جعلو مثل «أحمد فرح» و«رير يوسف» و«مادوبا» من بين أول من انضم إلى تمرد [ثورة] الدراويش. قاد حاجي سودي، جنبا إلى جنب مع محمد عبد الله حسن وسلطان نور أول قوات الدراويش ضد البريطانيين في سامالا وفردين وإريجو وجمبورو. علاوة على ذلك، قدمت عشائر هبر جعلو الساحلية أسلحة كبيرة لقوات الدراويش في المناطق الداخلية. قبل إرسال قوات لمواجهة الدراويش في سامالا، أعطى القنصل العام هايز سادلر التعليمات التالية للقائد إريك جون إيجلز سوين:
من غير المحتمل أن يعرض الملا الاستسلام، ففي حالته وحالة كل مما يلي: حاجي سودي، ديريا أرالي، ديريا جور يجب قبول الاستسلام غير المشروط ولا يوجد ضمان من أي نوع لمعاهدة في المستقبل. يمكن للسلطان نور، سلطان هبر يونس، أن يضمن حياته. هايز سادلر، القنصل العام، محمية الساحل الصومالي. عدن. 11 أبريل 1901.
على الرغم من مواجهة البريطانيين في معارك متعددة بين عامي 1901 و1904، فشلت القوات الاستعمارية في جهودها للقبض على سودي وأرالي وغور وزملائهم الدراويش. لاحظ غابرييل فيران، نائب القنصل الفرنسي في أعقاب هذه الأحداث أن:
لم يجري قتل أو أسر المهدي ولا كبير مستشاريه أحمد ورسامة، المعروف باسم حاجي سودي، ولا السلطان نور، زعيم عشيرة هبر يونس. إن تفاؤل العقيد سادلر واللفتنانت كولونيل سوين في آخر التقارير المتعلقة بالعمليات العسكرية أمر لا يمكن تفسيره.
قاد عبد الله شهيري وديريا أرالي وفد الدراويش لعام 1904 الذي سهل اتفاقية Ilig أو Pestollaza بين الدراويش وإيطاليا. سمحت هذه المعاهدة للدراويش بالاستقرار السلمي في أرض الصومال الخاضعة للحكم الإيطالي مع بعض الحكم الذاتي.
في عام 1920، بدأت القوات الجوية البريطانية قصفها لقلعة الدراويش وهجومها البري على قلعة تاله. توفي حاجي سودي أثناء دفاعه عن تاله، ويُعد حاجي سودي أعلى منصبًا بين الدراويش بعد محمد عبد الله حسن وإبراهيم بوغول، قائد جيش الدراويش الشمالي.

#### تمرد [ثورة] الشيخ بشير 1945

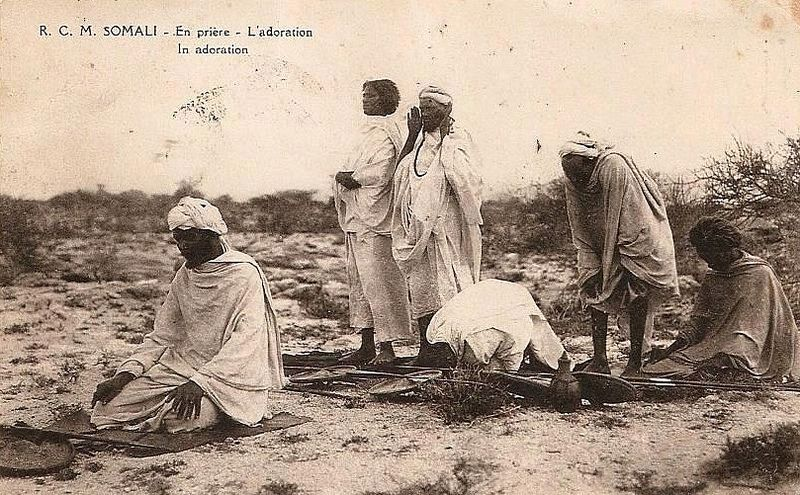
الشيخ بشير يؤدي صلاة السنة، 1920

كان تمرد الشيخ بشير في عام 1945 قد بدأه رجال القبائل من عشيرة هبر جعلو في مدن بوعو وايرجافو في صوماليلاند ضد السلطات البريطانية في يوليو 1945، حيث كان الشيخ بشير، زعيم ديني صومالي ينتمي إلى عشيرة Yeesif الفرعية.
في 2 يوليو 1945، جمع الشيخ بشير 25 من أتباعه في بلدة واداماجو Wadamago ونقلهم على شاحنة إلى محيط برعو، حيث وزع الأسلحة على نصف أتباعه. وفي مساء يوم 3 يوليو دخلت المجموعة إلى برعو وأطلقوا النار على حراس السجن المركزي في المدينة، الذي كان ممتلئَا بالمسجونين الذين أُلقي القبض عليهم في المظاهرات السابقة. كما هاجمت المجموعة منزل مفوض منطقة برعو مما أدى إلى مقتل حارسه، ثم توجهوا إلى بر-ضب Bur Dhab، وهو جبل استراتيجي يقع جنوب شرق برعو، حيث احتلت وحدة الشيخ بشير الصغيرة حصنا واتخذت موقعا دفاعيا تحسبا لهجوم مضاد من القوات البريطانية.
أثبتت الحملة البريطانية ضد قوات الشيخ بشير فشلها بعد عدة هزائم، حيث واصلت قوات الشيخ بشير التحرك من مكان إلى آخر، وتجنبت المكث في أي مكان دائم. وبمجرد أن غادرت القوات البريطانية المنطقة فقد انتشرت الأخبار بسرعة بين البدو الصوماليين عبر السهل، وكانت هذه الحرب قد عرضت الإدارة البريطانية للإذلال. توصلت الحكومة البريطانية إلى أن أي حملة أخرى ضده ستكون عديمة الفائدة؛ وأنه يجب بناء سكة حديد، وشق الطرق واحتلال كامل المحمية بشكل فعال، أو التخلي عن الداخل الصومالي تماما. وخلال الأشهر الأولى من عام 1945، جرى سحب الجنود المتقدمة من الداخل، وحصرت الإدارة البريطانية وجودها في المدينة الساحلية بربرة.
قام الشيخ بشير بتسوية العديد من النزاعات بين القبائل المجاورة، مما منعهم من مداهمة بعضهم البعض. كان يقوم بتسوية النزاعات من خلال الشريعة الإسلامية وقد تجمع حوله أتباع أقوياء.
أرسل الشيخ بشير رسالة إلى الشخصيات الدينية في مدينة ايرجافو ودعاهم إلى التمرد والانضمام إلى الحركة التي قادها. استجاب الزعماء الدينيون وكذلك الناس لدعوته، وحشد عددًا كبيرًا من الناس في ايرجافو، وكانوا مسلحين بالبنادق والرماح، ونظموا الثورة. ردت السلطات البريطانية بسرعة وبشدة، وأرسلت تعزيزات إلى المدينة وفتحت النار على هؤلاء المسلحين، بالإضافة إلى اعتقال الزعماء الدينيين في المدينة.
قامت الإدارة البريطانية بتجنيد قوات من الهند وجنوب أفريقيا، بقيادة جنرال الشرطة جيمس ديفيد، للقتال ضد الشيخ البشير وكان لديها خطط استخباراتية للقبض عليه على قيد الحياة. وحشدت السلطات البريطانية قوة شرطة لذلك، وفي نهاية المطاف في 7 يوليو، عثرت على الشيخ بشير وقواته في مواقع دفاعية خلف تحصيناتهم في جبال بر-ضب. وبعد الاشتباكات، قُتل الشيخ بشير وعلاء يوسف علي، الرجل الثاني في القيادة، والملقب بالقيبديد Qaybdiid. وأصيب ثالث بجروح وتم القبض عليه مع اثنين آخرين من قوات الشيخ بشير، وهرب البقية من التحصينات وتفرقوا. وعلى الجانب البريطاني، فقد قُتل جنرال الشرطة الذي يقود القوات البريطانية بالإضافة إلى عدد من القوات الهندية والجنوب إفريقية في الاشتباكات، وأصيب شرطي.
على الرغم من وفاة الشيخ بشير وأتباعه فقد استمرت المقاومة ضد السلطات البريطانية في صوماليلاند، وخاصة في إيرجافو حيث أثارت وفاته المزيد من المقاومة في البلدة وكذلك في بلدة بادهان، وأدي ذلك إلى حدوث هجمات على قوات الاحتلال البريطانية في جميع أنحاء المنطقة والاستيلاء على الأسلحة من الشرطة في المناطق الريفية.
على الرغم من وفاة الشيخ بشير والرجل الثاني في القيادة، لم تنته السلطات البريطانية من حملتها لقتال قوات الشيخ بشير، فواصلت حملتها لمكافحتهم. وسرعان ما علمت السلطات أسماء وهويات جميع أتباع الشيخ بشير وحاولت إقناع السكان المحليين بتسليمهم. وعندما رفض السكان المحليون لك نفذت سلطات الاحتلال «قانون العقاب الجماعي» حيث استولت السلطات وحجزت ما مجموعه 6000 من الإبل التي يملكها هبر جعلو، وهي العشيرة التي ينتمي إليها الشيخ بشير. واشترطت السلطات البريطانية تسليم واعتقال الهاربين لعودة الماشية. أُلقي القبض على الثوار الباقين، وجرى نقلهم إلى جزر سعد الدين قبالة ساحل زيلع في شمال غرب الصومال.

## شجرة العشيرة
فيما يلي تفصيل للأقسام الفرعية المختلفة لعشيرة هبر جعلو:
- الشيخ إسحاق بن أحمد (الشيخ إسحاق)
- هبر حبوشيد
  - موسى (هبر جعلو)
    - محمد موسى
    - أبوكور موسى
      - جبريل أبوكور
        - داود جبريل (رير-دود)
        - عمر جبريل
          - إسحاق عمر
          - Bi'ide Omar

        - أبوكور جبريل
          - محمد أبوكور
            - عدن محمد (عدن مادوبا)
            - يوسف محمد
            - نوح محمد
              - Abdalle Nuh
                - Abdille Abdalle
                  - أبوكور عبدل (سولومادو)
                  - حسن عبدل (سولومادو)
                  - بري عبديل (سولومادو)
                    - ساماتار بري
                    - أحمد بري
                    - كول بري
                    - «نبض» بري

                  - Hussein Abdille
                  - Allamagan Abdille
                  - فرح عبدل
                    - بيلة فرح
                    - Fahiye Farah
                    - ضاهر فرح (Rer Dahir)
                      - أحمد ضاهر
                      - نوح ضاهر
                      - جليد ضاهر
                      - خليل ضاهر
                      - بري ضاهر
                      - أوغال ضاهر
                      - حسن ضاهر
                      - وايز ضاهر
                      - يوسف ضاهر
                      - إبراهيم ضاهر
                      - هيلديد ضاهر
                      - عدن ضاهر
                      - عمر ضاهر
                        - أبوكور عمر
                        - موسى عمر
                        - باه عبد الرحمن
                        - باه إيس
                          - إسماعيل عمر
                            - يوسف إسماعيل (الإندوبلازمية يوسف)

                    - أحمد فرح
                      - روبل أحمد
                      - Abtidon Ahmed (Rer Abtidon)
                      - أبوكور أحمد
                      - بنين أحمد (Rer Binin)
                      - كان أحمد
                      - حسن أحمد
                        - صلاح حسن (الإندوبلازمية صلاح)

                      - Hildid Ahmed
                        - عبدي هيلديد

                      - Mohamed Ahmed
                        - Rage Mohamed (Rer Rage)
                        - Baded Mohamed (Rer Baded)
                        - Olow Mohamed
                        - Burale Mohamed
                        - جبريل محمد

            - موسى أبوكور
              - Uduruhmin موسى
              - إدريس موسى
              - عبد الرحمن موسى
                - عثمان عبد الرحمن (باه مجيلو)
                - عبد الله عبد الرحمن (باه مجيلو)
                - إسحاق عبد الرحمن (باه مجيلو)
                - يونس عبد الرحمن (الإندوبلازمية يونس)
                  - محمد يونس
                  - عثمان يونس

                - بري عبد الرحمن
                  - علي بري
                  - Mohamed Barre
                  - يونس بري
                    - بورالي يونس
                    - Bi'ide Yunis (Biciide)
                      - Iidle Biciide
                      - Wadhowr Biciide (Bahsanbuur)
                      - Samatar Biciide (Bahsanbuur)
                      - فرح بسيد
                        - أحمد فرح
                        - Iidle Farah (Rer Iidle)
                        - عمر فرح (بوهو)
                        - Fahiye Farah (Boho)
                        - موسى فرح (بوهو)
                        - روبسوج فرح (بوهو)
                        - غيدي فرح (بوهو)
                        - ويس فرح (بوهو)
                        - سهل فرح (بوهو)
                        - Abdille Farah (Bah Farwiyo)
                        - علي فرح (باه فارويو)

              - سامان أبوكور
                - Abdulle Samane
                - موسى سامان
                - Hirsi Samane

## المجموعات
- الجبهة الوطنية المتحدة، حزب سياسي تأسس في أواخر 1950s
- دهرباش، تقسيم متوسط الحجم من عشرات التقسيمات الإدارية للدراويش، وكان ثلثها من هبر جعلو والباقي من أرارسام Ararsame أو باهارسام Baharsame[41]

## شخصيات بارزة

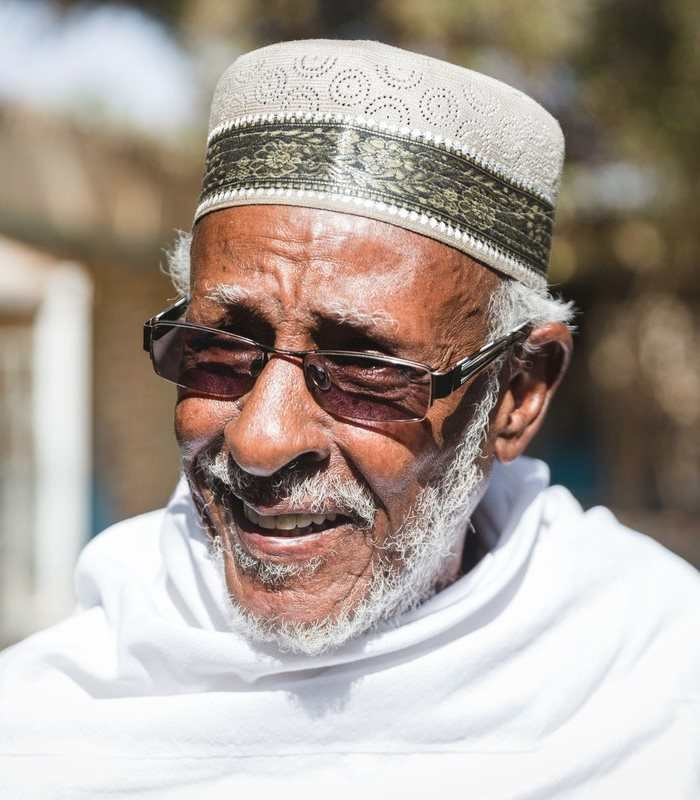
محمد إبراهيم وارسامي Hadraawi أبرز الشعراء الصوماليين المعاصرين

- إسماعيل علي أبوكار - كان لواء وعضوًا بارزًا في المجلس الثوري الأعلى، وشغل أيضا منصب نائب رئيس الصومال في الفترة من 1971 إلى 1982.
- الشيخ بشير - زعيم ديني وشخصية ظهرت بعد الدراويش المناهضة للاحتلال
- إبراهيم بوغول - عضو مجلس الدراويش وقائد جيش الدراويش الشمالي
- عبد الرشيد دوالي - رجل أعمال بريطاني-صومالي والرئيس التنفيذي لشركة دهب شل Dahabshiil، وهي شركة دولية لتحويل الأموال.
- كايت الفقي - قائد عسكري وشاعر
- سالان كارابي Salaan Carrabey – شاعر أسطوري
- موسى حاجي إسماعيل جلال - اللغوي الصومالي والمؤرخ الذي أصلح كتابة وداد الصومالية، وساهم بشكل كبير في إنشاء النص اللاتيني الصومالي
- محمد إبراهيم وارسامي Hadraawi - أبرز الشعراء الصوماليين المعاصرين
- مايكل ماريانو - سياسي صومالي ومحامي وشخصية رئيسية في النضال من أجل الاستقلال، رابطة الشباب الصومالية
- أحمد محمد محمود سيلانيو – الرئيس السابق لـ صوماليلاند
- فرح عمر - مناهض للاحتلال ومؤسس الرابطة الصومالية الأولى
- حاجي سودي – واحد من قادة تمرد الدراويش الصوماليين ضد الاحتلال.
- جامع حاجي أحمد – محافظ منطقة مارودي جيكس موسى حاجي إسماعيل جلال، لغوي ومؤرخ صومالي قام بإصلاح نص الوداد الصومالي وساهم بشكل كبير في إنشاء النص اللاتيني الصومالي

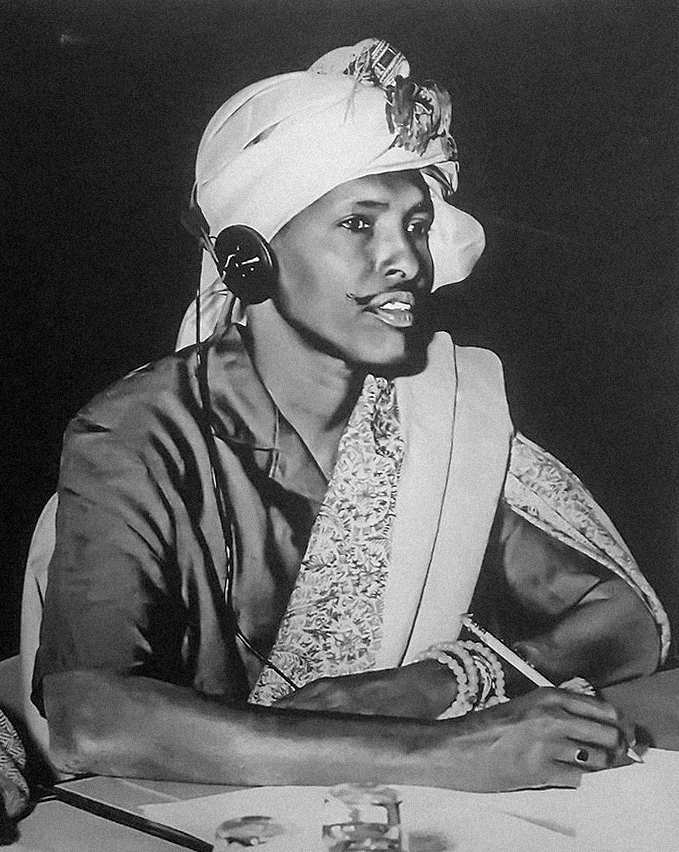
موسى حاجي إسماعيل جلال، لغوي ومؤرخ صومالي قام بإصلاح نص الوداد الصومالي وساهم بشكل كبير في إنشاء النص اللاتيني الصومالي

- محمد يوسف عبد الرحمن - عمدة سابق لـ برعو، وصاحب أطول مدة خدمة فيها.
- بشي عويل عمر - نائب وزير خارجية صوماليلاند وكذلك السفير السابق لـ صوماليلاند لدى كينيا والإمارات
- سليمان محمود عدن – المتحدث باسم بيت الحكماء من صوماليلاند
- عثمان محمود - بورمادو – شيخ عشيرة مشهور
- سوران - ممثل وكوميدي شهير
- محمود حاشي عبدي Mohamoud Hashi Abdi – وزير الطيران المدني والنقل الجوي السابق ووزير شؤون الرئاسة من صوماليلاند
- محمد أحمد – (كندي)، عداء المسافات الطويلة، فاز بالميدالية الفضية في أولمبياد طوكيو 2020 في مسابقة 5000 متر
- ماجد ماجد - الناشط والسياسي الصومالي-البريطاني الذي شغل منصب العمدة من مدينة شيفيلد في الفترة من مايو 2018 إلى مايو 2019
- بشير عبدي - رياضي صومالي-بلجيكي فاز بالميدالية البرونزية في ماراثون في الألعاب الأولمبية الصيفية 2020
- Chunkz - يوتيوبر إنجليزي، وموسيقي
- الشيخ حمصي - لاعب كرة القدم
- عبد الله شهيري - قائد في حركة الدراويش
- عثمان دوبي – وزير الإعلام والثقافة والسياحة في الصومال
- ديريا أرالي - قائد في حركة الدراويش
- جامع محمود إيغال – وزير الطاقة والمعادن من صوماليلاند
- يوسف شاكر Yusuf Shaacir - شاعر صومالي معروف